# 尤金·柳
尤金·C·柳（英語：Eugene Chin Yu），美国商人及政治人物，曾三度角逐美国国会众议院佐治亚州第12国会选区的竞选。

## 生平
尤金·柳生于韩国，十几岁时随父母移民美国佐治亚州，课余时曾在当地工厂工作补贴家用。高中毕业后，进入奥古斯塔学院就读，同时在里奇蒙县任消防员。1977年，柳加入美国陆军，成为了一名宪兵，1980年退役。柳回到里奇蒙县，成为了一名警察，后升至副警长。此后，柳下海从商，先是在东南装备公司（英語：Southeastern Equipment Co.）任职，后于1994年创立了自己的企业——大陆军事服务公司（英語：Continental Military Services Inc.）销售军事用品。柳还曾在韩国联合协会（英語：Federation of Korean Associations）担任总裁。目前，柳与妻子和两个孩子生活在奥古斯塔，全家为沃伦浸礼会教堂（英語：Warren Baptist Church）的长期成员。

## 国会选举
柳是一名共和党人，曾于2014、2016、2018年连续三度角逐美国国会众议院佐治亚州第12国会选区的竞选，但皆在党内初选阶段败给里克·W·埃伦。柳还曾于2014年参选该州的国会参议员，但中途退选。
2014年竞选
| 2014年美国国会众议员选举佐治亚州第12选区共和党初选 |                                |        |        |                  |
| 排名                                               | 候選人                         | 票數   | 得票率 | 結果             |
| 1                                                  | 里克·W·埃伦                    | 25,093 | 53.99% | 直接晋级普选阶段 |
| 2                                                  | 尤金·柳                        | 7,677  | 16.52% |                  |
| 3                                                  | 戴尔维斯·达顿（Delvis Dutton） | 6,644  | 14.3%  |                  |
| 4                                                  | 约翰·斯通 (John Stone)         | 5,826  | 12.54% |                  |
| 5                                                  | 戴安·范（Diane Vann）          | 1,237  | 2.66%  |                  |

2016年竞选
| 2016年美国国会众议员选举佐治亚州第12选区共和党初选 |                   |        |        |                  |
| 排名                                               | 候選人            | 票數   | 得票率 | 結果             |
| 1                                                  | 里克·W·埃伦(在任) | 46,686 | 78.96% | 直接晋级普选阶段 |
| 2                                                  | 尤金·柳           | 12,441 | 21.04% |                  |

2018年竞选
| 2018年美国国会众议员选举佐治亚州第12选区共和党初选 |                   |        |        |                  |
| 排名                                               | 候選人            | 票數   | 得票率 | 結果             |
| 1                                                  | 里克·W·埃伦(在任) | 37,758 | 76%    | 直接晋级普选阶段 |
| 2                                                  | 尤金·柳           | 11,924 | 24%    |                  |